# Turuçu
Turuçu egy község (município) Brazíliában, Rio Grande do Sul államban, a Lagoa dos Patos nyugati partján. 2021-ben népességét 3408 főre becsülték.

## Története
Területén indiánok éltek, akik Turuçunak (nagy víz) nevezték az itt áthaladó folyót, melynek másik partján később felépült São Lourenço do Sul. Turuçu viszonylag későn alakult ki; első telepese az 1920-ban ideköltöző Arthur Lange volt, aki 1949-ben bőrcserzéssel, lábbeli-készítéssel foglalkozó céget alapított. Az 1950-es években további családok telepedtek le, és a BR116 országút megépítése (1960) is pozitív hatással volt a gazdaságra. A gyárak mellett falu alakult ki, amelyet Vila Arthur Langenak neveztek. Ezt 1985-ben Pelotas kerületének nyilvánították, majd 1995-ben függetlenedett és 1997-ben Turuçu néven községgé alakult.

## Leírása
Gazdasága a csilipaprika és az eper termesztésére összpontosul. A „csili nemzeti fővárosaként” (Capital Nacional da Pimenta Vermelha) és az „eper és csili földjeként” (Terra do Morango e da Pimenta) ismerik.